# 11716 Amahartman
11716 Amahartman (1998 HY79) là một tiểu hành tinh vành đai chính được phát hiện ngày 21 tháng 4 năm 1998 bởi Nhóm Nghiên cứu Thiên thạch gần Trái Đất thuộc phòng thí nghiệm Lincoln ở Socorro.